# Гордана Вренцоска
Гордана Вренцоска (на македонска литературна норма: Гордана Вренцоска) е северномакедонска графична и модна дизайнерка и художничка. Носителка е на много награди в Северна Македония и чужбина.

## Биография
Родена е на 13 май 1973 година във Виница, тогава в Социалистическа република Македония, СФР Югославия, днес в Република Северна Македония.
Започва своето художествено образование в Скопското училище за приложни изкуства, в направление текстил и дрехи. В 1997 година завършва Факултета по изящни изкуства, Катедра по живопис на Скопския университет в класа на професор Родолюб Анастасов. След това заминава за Лондон, където следва интердисциплинарна магистърска степен по дизайн, която завършва в Колежа по изкуство и дизайн в Централния колеж по изкуство и дизайн в Сейнт Мартинс като стипендиантка на престижна програма на Чевнинг на британското външно министерство.
От 1997 до 2004 година е директор на проекти в агенцията за маркетинг и комуникации на „МакКан-Ериксън“ и реализира множество кампании за международни марки. По покана на Британския съвет в Македония провежда няколко семинара за проектиране на летни училища в периода от 2004 до 2007 година. След това става художествен директор по приложни изкуства на „XIV биенале на младите художници от Европа и Средиземноморието Скопие 2009“. В рамките на това събитие Вренцоска провежда първата дизайнерска конференция в Република Македония. От 2006 година работи във Факултета по изкуства и дизайн в Европейския университет в Скопие, където е доцент.
През 2016 година защитава докторска дисертация в Института за фолклор „Марко Цепенков“ към Скопския университет.
Вренцоска е основателка и председателка на Македонския съвет за дизайн.

## Творчество
Вренцоска има множество самостоятелни и групови изложби в Северна Македония, Германия, Полша, Великобритания, Италия, Белгия, Китай, САЩ, Хърватия и други страни. Носителка е на многобройни стипендии, награди и отличия, включително престижната стипендия за художници от фондация „Полък-Краснър“ от Ню Йорк за 2014/2015 година. През 2017 година побеждава на конкурса за дизайн на лого за Държавния статичстически инситут на Република Македония.
Сред по-известните нейни самостоятелни изложби и спектакли са:
- Моден перформанс во склоп на Годишната студентска изложба на ФЛУ (1996)
- Пробивање, изложба на компютърни графики, галерия при „Сорос“, център за съвременно изкуство (1999)
- Бескрајна приказна, просторна инсталация, галерия при Центъра за съвременно изкуство (2000)
- Ноктурнус, снимки-рисунки, галерия при Центъра за съвременно изкуство (2002)
- Преписка, снимки, рисунки, обекти, Културен център „Точка“, Скопие (2003) и Народен музей, Куманово (2004)
- Како станав уметник, рисунки, обекти, Мултимедиен център „Мала Станица“ (2006, Фестивал на градските изкуства)
- Калеидоскоп - 20 години уметност и дизајн, ретроспективна изложба, Дом на културата „Тошо Арсов“, Виница (2009)
- The Almighty Crown (Семоќната круна), концептуален моден перформънс, Даут паша хамам (2010, по повод рождения ден на Елизабет II)
- Македонски фолклор, графики, снимки, обекти, Мултимедиен център „Мала Станица“ (2011)
- Македонски фолклор, графики, снимки, обекти, Джин Тао Музей, Пекин, Китай (2011)
- Македонски фолклор, графики, снимки, обекти, Магаза, Битоля (2013)
- Македонски фолклор, графики, снимки, обекти, Галерия Ем Си, Ню Йорк, САЩ (2013)[4]

Публикува няколко статии и експертни текстове и пише в собствена колона относно дизайна в списание „РЕД“. Сред по-известните ѝ публикувани експертни статии са:
- „Дизајнот како нова академска дисциплина на Балканот: проблеми во лидерството и образованието“, Европейски университет - Република Македония, 2008;
- „Политичките ставови во концептуалната мода: гласот на националните чувства како автореферентност во модните колекции на Хусеин Чалајан и Александар Меквин“, Европейски университет - Република Македония, 2009;
- „Low-tech skills in High-tech solutions Era: the cognitive benefits of basic craft techniques in formal design education“, DRS, 2013;
- „Професија дизајнер – од јасни компетенции и апликативност во студиите до успешно профилирање кадар неопходен за развој на економијата“, Македонска академия на науките и изкуствата, 2014 (в съавторство със С. Манева – Чупоска);
- „The prospects of Inclusive Design in the Macedonian Civil Society“, Европейски университет - Република Македония, 2014;
- „Museum Fashion Exhibiitions: The fashion designer as an artist and new paradigms of communication with the audience“, Европейски университет - Република Македония, 2015;
- „Визуелните идентитети на амбалажата за храна и нивната улога во (формирањето на) модерната култура“, ЦККС 2016;
- „Модата и културното наследство“, Британски съвет в Македония, 2016.